# 安东·莫拉夫奇克
安东·莫拉夫奇克（捷克語：Anton Moravčík，1931年6月3日—1996年12月12日），斯洛伐克男子足球运动员，司职中场。他曾代表捷克斯洛伐克国家队参加1958年国际足联世界杯，结果队伍止步小组赛阶段。